# Valoare p
Valoarea p este, în contextul testării ipotezelor statistice, probabilitatea de a obține rezultate cel puțin la fel de extreme ca rezultatul observat efectiv, presupunând că ipoteza nulă este corectă. O valoare p foarte mică înseamnă că un astfel de rezultat extrem observat ar fi foarte puțin probabil în ipoteza nulă. Chiar dacă raportarea valorilor p ale testelor statistice este o practică obișnuită în publicațiile academice din multe domenii cantitative, interpretarea și utilizarea greșită a valorilor p este larg răspândită și a reprezentat un subiect major în matematică și metaștiință.